# Fnatic
Fnatic is een Engelse e-sportorganisatie uit Londen en is een van de oudste en grootste teams in de e-sportwereld.

## Geschiedenis
Fnatic werd opgericht op 23 juli 2004 door Sam en Anne Mathews, en is vertegenwoordigd met verschillende speldivisies zoals Counter-Strike: Global Offensive, Dota 2 en League of Legends. In 2012 werd Patrik Sättermon de Chief Gaming Officer, en Wouter Sleijffers verving Anne Mathews als directeur in 2015. Sam Mathews bleef aan als voorzitter.
Het spelersteam van League of Legends was de winnaar van het eerst gehouden wereldkampioenschap in 2011, en heeft zeven van de twaalf gedeeltelijke titels op haar naam. De Counter-Strike-divisie won in totaal drie Majors.
In mei 2019 werd een bedrag van 19 miljoen dollar opgehaald. Fnatic wil hiermee uitbreiden naar Noord-Amerika en Azië.

## Divisies
- Clash Royale
- Counter-Strike: Global Offensive
- Dota 2
- FIFA
- Fortnite
- League of Legends
- Rules of Survival
- Street Fighter
- Tom Clancy's Rainbow Six: Siege
- Valorant

bron